# Миров
Миров (на немски: Mirow, от славянски: villa mirowe = място на мира) е град в Мекленбург-Предна Померания, Германия, с 3988 жители (2015) и площ 156,37 km².
Намира се на езерото Миров. Получава права на град през 1919 г.